# 藤田むつみ
藤田 むつみ（ふじた むつみ、1966年5月15日 - ）は日本の女優。栃木県大田原市出身。特技はソフトボール。身長は167cm。

## 出演作

### テレビドラマ
- 特救指令ソルブレイン（テレビ朝日/東映） 第38話「死をささやく悪霊」（1991年）
- 名奉行 遠山の金さん（テレビ朝日/東映）
  - 第5シリーズ 第29話「満月の夜に人妻が襲われる!」（1993年）- お福 役
  - 第6シリーズ 第10話「老盗賊が捨てた娘」（1994年）- 下女頭 役
- 犯罪心理分析官ファイナル（日本テレビ/東映）（1998年）
- 痛快!三匹のご隠居（テレビ朝日/東映）（1999年）- お新 役
- 水戸黄門（TBS/C.A.L）
  - 第31部 第11話 - 第22話（2003年）- 山野辺多江 役
  - 第33部 第1話（2004年）- 山野辺多江 役
- 夢みる葡萄（NHK）（2003年）- 増田女史 役
- 火曜サスペンス劇場（日本テレビ）
  - 弁護士・高林鮎子（日本テレビ/東映）
    - 第29作 フレッシュひたち17号の偽証 〜介護に悩む娘が涙した痴呆母の夢追い子守唄〜（2001年11月20日）- 中原朋子（深田美子の友人） 役
    - 第33作 特急うずしお30号の罠 〜鳴門・宮島・登別を結ぶ母子の絆を裂く人形浄瑠璃の涙〜（2004年7月6日）- 小野裕美子（北原美千子の妹） 役
- 義経（NHK）（2005年）
- 警視庁女性捜査班 二人の母連続殺人!!味噌汁と携帯メールが暴く真犯人!その女に殺人暦あり!?（テレビ朝日/国際放映）（2007年）
- 闇金ウシジマくん（毎日放送）（2010年）

### 映画
- ねじ式（1998年）- やなぎ屋の娘 役
- 地獄（1999年）- 明子 役
- カタクリ家の幸福（2001年）
- 釣りバカ日誌13 ハマちゃん危機一髪!（2002年）
- 盲獣vs一寸法師（2004年）- 水木蘭子 役
- 阿修羅城の瞳（2005年）- 鬼の妻 役